# Adolf Hitler
 "Hitler" omdirigeres hertil. For andre betydninger af Hitler, se Hitler (flertydig).
Adolf Hitler (født 20. april 1889 i Braunau am Inn, Østrig-Ungarn, død 30. april 1945 i Berlin, Tyskland) var en tysk politiker, senere diktator og en af 2. verdenskrigs mest centrale personer.
Han var østriger af fødsel, men flyttede til Tyskland i 1913 og blev tysk statsborger i 1932, hvor han, efter at have deltaget i 1. verdenskrig, engagerede sig aktivt i politik for Deutsche Arbeiterpartei, der senere blev til Det nationalsocialistiske tyske Arbejderparti (NSDAP). Fra 1921 var han "fører (Führer)" for partiet og fra 1933 rigskansler for Weimarrepublikken; fra 1934 "fører og rigskansler" og dermed på en gang regeringschef og statsoverhoved for Nazi-Tyskland, som af nazisterne blev kaldt "det Tredje Rige".
Ved brug af propaganda og karismatisk tale appellerede han især til arbejder- og middelklassens følelse af afmagt i en økonomisk problematisk periode, og henvendte sig samtidig til de store nationalistiske, antisemitiske og antikommunistiske bevægelser og strømninger. Dermed formåede han at bringe sit parti frem til magten i 1933, hvorefter han kunne indsætte sig selv som rigskansler og sidenhen fører, og dermed indføre det nationalsocialistiske diktatur. Under Hitlers 12-årige ledelse blev Tyskland omdannet til et tysk rige, fuldstændig underlagt nationalsocialismens ideologi, der krævede komplet magt over det enkelte menneske og førte politik efter en skrap racelære. Hitler og hans parti forbød alle oppositionsgrupper, forfulgte politiske modstandere, samt religiøse og etniske mindretal.
Det nazistiske diktatur betød afskaffelse af fagforeningerne, fastfrysning af lønningerne, indførelse af censur, systematiske forfølgelser og mord på jøder, Jehovas Vidner, sigøjnere, kommunister, homoseksuelle og ateister, samt fysisk og psykisk handicappede. Udryddelserne varede helt frem til Nazi-Tysklands endelige nederlag til sovjetiske, britiske og amerikanske styrker i 1945, hvor Hitler begik selvmord i førerbunkeren.

## Barndommen i Linz (1889–1907)

### Familiebaggrund
Adolf Hitler blev født i den lille nord-østrigske grænseby Braunau am Inn (Oberösterreich) lige op ad det tyske Bayern og ikke langt fra Bøhmen, det nuværende Tjekkiet. Efternavnet Hitler har varieret i stavemåderne Hüttler, Hiedler, Hittler, Hidtler, Heidlahr og Hitler; et slægtskab med det tjekkiske Hidlar hhv. Hidlarcek er overvejende sandsynligt. Adolf Hitler var den fjerde i en søskendeflok på seks fra faderens tredje ægteskab. Hans far var toldfuldmægtig Alois Hitler, og moderen var hans indgiftede niece Klara, født Pölzl. Af de seks søskende var det kun Adolf og hans søster Paula, der nåede voksen alder. Hitler havde katolske forældre og blev katolsk konfirmeret i katedralen i Linz, men frafaldt selv troen sent i sine teenageår.
Begge Hitlers forældre stammede fra Waldviertel. Mølleren Johann Georg Hiedler giftede sig i maj 1842 med Maria Anna Schicklgruber, der i 1837 havde født en dreng, Hitlers far Alois, udenfor ægteskab. Da Maria døde allerede i 1847, voksede Alois op hos Hiedlers bror, Johann Nepomuk Hüttler i Spital. (De to brødre hed altså begge Johann til fornavn, men stavede til gengæld efternavnet på hver sin måde.) Alois hed Schicklgruber til efternavn, til han var henved fyrre. I 6. juni 1876 erklærede Johann Hiedler for en retsskriver og i tre vidners nærvær, at Alois var hans søn, og Alois Schicklgrubers navn blev ændret til Alois Hitler i dåbsprotokollen.
Alois Hitler havde giftet sig med den 14 år ældre Anna Glasl, som han blev skilt fra. Derefter giftede han sig med den langt yngre Franziska Matzelberger, som han allerede havde sønnen Alois jr. med; og kun tre måneder efter brylluppet kom datteren Angela til verden. Året efter døde Franziska af tuberkulose, og enkemanden ventede et halvt år, inden han giftede sig for tredje gang, denne gang med Klara Pölzl, der blev mor til Hitler. Alois var 48 år, Klara kun 25; født og opvokset i Spital som datterdatter af den Hüttler, der var Alois' farbror, og som han voksede op hos. Et ægteskab mellem så nære slægtninge måtte først have biskoppens tilladelse. I januar 1885 kunne brylluppet stå; allerede i maj kom deres første barn, Gustav, til verden.
Der gik rygter om, at Hitlers far skulle have været jøde. Hans Frank påstod, da han sad i arrest i 1945, at Hitlers farmor Maria Anna Schicklgruber havde været kogekone hos en jødisk familie Frankenberger i Graz, og at familiens søn betalte hende børnebidrag fra Alois' fødsel til han var 14 år. Adolf Hitler skulle altså have været kvartjøde. Men Frankenberger er ikke noget jødisk navn. Ejheller findes der spor efter en børnebidragsaftale mellem nogen Frankenberger og en Schicklgruber. Adolf Hitlers brorsøn, William Patrick Hitler, påstod i Paris Soir i 1939, at jødens navn havde været Leopold Frankenreiter; men det navn er heller ikke jødisk, og den jødiske menighed i Graz har heller ingen optegnelser om nogen Frankenberger eller Frankenreiter. Da Hitler kom til magten, forbød han enhver omtale af sin slægt, og fik i 1938 Döllersheim-egnen (medregnet landsbyen Strones, som hans farmor kom fra) jævnet med jorden - også farmorens gravsted - ved at omgøre egnen til et militært øvelsesområde, senere benyttet af Den røde armé i 1945-55. I Nürnberglovene indførte han forbud mod, at ikke-jødiske kvinder yngre end 45 år var husassistenter i jødiske husholdninger.

### Barndom og skolegang (1889–1907)
Året hans far gik af med pension, begyndte den 6-årige Hitler i skole i landsbyen Fischlham. Da han var femten, havde han skiftet adresse syv gange og gået i fem skoler. I to år var han elev ved benediktinerklosteret i Lambach, fordi hans far havde købt en gård i nærheden. Der sang Hitler i kirkekoret, tog sangtimer og drømte om en dag at blive præst. Som 11-årig blev han sendt i realskole i Linz, hvad de betød et økonomisk offer for familien, og var et udslag af hans fars håb om en skønne dag at se sin søn som embedsmand. Det satte drengen sig bestemt imod, mens hans far var bestyrtet over sønnens ønske om en fremtid som kunstmaler. Til sidst slog familien sig ned i landsbyen Leonding i et lille hus med have.
Professor Eduard Hümer, der underviste klassen i fransk, kom til München i 1923 for at afgive erklæring om sin tidligere elev, som da stod tiltalt for forræderi efter ølstuekuppet. Hümer udtalte, at Hitler blev "anset for at være påståelig, selvgod og sur"; og "flittig var han heller ikke, ellers havde han opnået meget bedre resultater, begaver som han var". Historielæreren Leopold Pötsch gjorde derimod et dybt indtryk på Hitler, og lovprises i Mein Kampf - som den eneste af hans lærere, skønt Pötsch kun gav ham Tg i historie. I 1938, da Hitler som rigskansler rejste omkring i Østrig i triumf, gjorde han ophold i Klagenfurt udelukkende for at hilse på sin gamle lærer, og de to have en timelang samtale under fire øjne. "I kan ikke forestille jer, hvor meget jeg skylder den gamle mand," sagde han bagefter til sine partifæller.
I realskolen i Linz kom Hitler fuldstændig til kort både på det akademiske og det sociale plan. Han måtte gå det første skoleår (1900/01) om, og lærerne skrev i karakterbogen at han "manglede arbejdslyst"; forklaret i Mein Kampf med, at han nægtede at lære noget for at trodse sin far, der ville tvinge ham til at blive embedsmand, når han selv ønskede at blive kunstner. Det sande i denne fremstilling er snarere, at Hitler senere i livet forsøgte sig med en kunstnerisk løbebane, der mislykkedes. Hitlers far døde den 3. januar 1903 – hvilket dog ikke forbedrede sønnens skolepræstationer. I 1904 blev Hitler pga. sine dårlige karakterer nødt til at skifte fra realskolen i Linz til en skole i Steyr, hvor han afsluttede sin skolegang i 16-årsalderen uden at kunne få det sædvanlige afgangsvidnesbyrd. I karakterer fik han Ng i tysk, kemi, fysik, geometri og projektionstegning; Tg i geografi og historie, og i tegning "Meget tilfredsstillende". Forinden havde han været ude af skolen et års tid pga. en lungesygdom, hvor han tilbragte en tid hos sin moster Theresa Schmidt i landsbyen Spital for at komme til kræfter. Da han omsider fik afsluttet sin skolegang, var han så lettet, at han for første og sidste gang i sit liv drak sig fuld. Efter egne oplysninger blev han fundet ved daggry af en malkepige i en grøft udenfor Steyr, og hjulpet tilbage til byen. Efter det var han afholdsmand, senere også ikke-ryger og vegetarianer livet ud.

## Ung mand i Wien og München (1907–1913)

### Eskapist i Wien
Wien var på mange måder en særlig storby i datidens Europa. Indbyggertallet havde, da Hitler flyttede dertil, passeret 1,7 mio., hvilket betød at hovedstaden i Østrig-Ungarns kejserrige var en af de største og mest magtfulde byer i Europa. Mange af indflytterne var emigranter og jøder, hvilket resulterede i stærke antisemitiske og nationalistiske strømninger. I løbet af en tiårsperiode var procenttallet af jøder steget fra 2 til 10 – og i samme skala var antisemitiske partier skudt frem. Det er et åbent spørgsmål, i hvor høj grad den unge og isolerede Hitler lod sig rive med af propagandaen i de første år af sin tid i Wien, men meget tyder på at han ikke rigtig fandt politik interessent og nærmere forsøgte at fordybe sig i kunst og arkitektur.
Netop kunsten og arkitekturen blev to store nederlag for Adolf Hitler. Men hans tro på sit kunstneriske talent var imidlertid så stærk, at han som oftest ignorerede alle andre foretagender end eskapistisk drømmeri om arkitektoniske vidundere og store lærreder med tyske naturalistiske landskaber. Netop denne formålsløse fordybelse og drift beskrev han senere i Mein Kampf: "Jeg havde den største og stolteste tillid til Wien og mit kunstneriske kald." I oktober meldte Hitler sig til optagelsesprøve på det uhyre ambitiøse kunstakademi i Theophilius Hansens pragtbygning på Schillerplatz. Hitlers tegninger blev godtaget, og ud af de 120, der mødte op, var han en af de 33 midlertidigt godkendte. Men næste dag, da det endelige resultat forelå, fik Hitler den måske største og mest uventede skuffelse i sit liv. Hans tegninger blev afvist som ”utilfredsstillende”, og beskrivelsen af hans bidrag lød ”døde streger” og ”livløse former”. Dette hårde slag fik ham til at opsøge rektor på akademiet. Rektor foreslog, ikke ueffent, at talentet måske lå mere i retning af arkitektur.
Imidlertid forudsatte arkitektstudiet en studentereksamen. Den knuste Hitler rejste hjem til moderen, der døde af brystkræft i 1907. Familielægen Eduard Bloch beskrev senere Hitlers omhu for sin dødssyge mor, og deres nære tilknytning. Ungdomsvennen August Kubizek flyttede med til Wien efter fru Hitlers død. De delte værelse, og Kubizek beskrev i sine erindringer Hitler som opfarende og ustabil. Hitler skrev i Mein Kampf om sin mors død: "Det var afslutningen på en lang og smertefuld sygdom, der fra starten af efterlod ringe håb om helbredelse. Alligevel var det et frygteligt slag, især for mig. Jeg havde respekteret min far, men min mor elskede jeg." Han havde altid hendes fotografi med, hvorhen han rejste, og – er det sagt – holdt det i hånden ved sin død. Han glemte aldrig sin taknemlighed til dr. Bloch og sørgede under holocaust for at sætte ham under Gestapos særlige beskyttelse. Han titulerede ham Edeljude – "ædeljøde" ("Hvis alle jøder var som ham, var der intet jødeproblem.") Dr. Bloch var den eneste jøde i Linz med denne status. Hitler hjalp ham også til at migrere til USA.
Som forældreløs embedsmandssøn havde Hitler en månedlig pension frem til det fyldte 24 år (april 1913). Forældreløsepensionen var på 25 østrigske kroner i måneden, som sammen med forældrearven på 58 kroner udgjorde en månedsindtægt tilsvarende en lærerløn i realskolen. I 1911 overlod Hitler dog sin pension til lillesøsteren Paula. Men meget dramatisk beskrev han årene i Wien med disse ord; "Fem års elendighed og jammer – det er, hvad denne Phaiakerby har betydet for mig. Fem år, hvor jeg først som hjælpearbejder og senere som lille maler måtte tjene mit sparsomme brød, som ikke var nok til at stille min sult. Sulten var det eneste der næsten aldrig forlod mig."  Ifølge Kubizek retfærdiggjorde Hitler sit dagdriveri med sit enestående geni. Han stod op ved 12-tiden, spadserede i byen, betragtede arkitekturen og drømte om, hvad han selv engang ville komme til at bygge. Han gik på museer, i operaen og fortabte sig i sine fantasier. Han læste og stod bøjet over urealistiske planer til langt ud på natten.
I september 1908 gjorde Hitler endnu et forsøg på at blive maler. Denne gang blev han imidlertid slet ikke optaget til prøverne. Det undlod han at fortælle, men forlod i stedet sit og Kubizeks værelse uden at efterlade sin nye adresse. Hans økonomi blev vanskeligere, og han beskrives som meget forkommen, da han i december 1909 ankom til herberget i Meldemannstrasse og måtte have sit tøj til aflusning efter at have overnattet på parkbænke.
Hitler blev født ind i en velhavende familie og havde det meste af sit liv levet som en usynlig arbejdsløs småborger. Nu var hans dovne og drømmende livsførelse blevet afløst af en endnu mere udsigtsløs tilværelse – og tilmed på samfundets bund. Hitlers borgerlige opdragelse var i mange afskygninger stadig tydelig, og alligevel så han borgerskabet som perverteret og frastødende. Han var angst for at falde i proletariatssumpen og så alligevel ingen anden udvej, da han ikke ønskede at være en del af det regelmæssige og normaliserede samfund. Han levede altid med denne splittede borgerlighed – også i tiden som fører, hvor han både kyssede de kvindelige sekretærer på hånden og til stadighed levede uregelmæssigt med pludselige udbrud og lidenskaber bag denne til tider ufrivillige kulturelle facade.
Hitlers politiske og ideologiske fundament blev formentlig skabt på mandeherberget i Meidling. Her fik han mange indtryk fra de andre beboere, som han diskuterede livligt med. Ikke langt fra herberget solgtes et antisemitisk tidsskrift, skrevet af en oprørt munk. ”Er De blond? Da er De kulturskaber og kulturbærer. Er De blond? Da er De truet af farer”, stod der med store bogstaver på en forside fra 1910. Hitler så, hvorledes dette tidsskrifts metoder virkede på ham selv, og begyndte at studere partier og propaganda. Samtidig lod han rive med af den antisemitiske propaganda, som florerede i Wien i stort omfang. Fortalere for antisemitismen som Georg von Schönerer og Karl Lueger fangede hurtigt Hitlers interesse, og han var en af de mange tusinde, som mødte op ved Luegers højtidelige begravelse i 1910.
Han læste meget, især politisk litteratur (antisemitisk og nationalistisk) som var tilgængelig i store mængder. Desuden beskriver han i Mein Kampf, hvorledes han gradvist skiftede syn på jøderne; ”...jo mere jeg så, jo tydeligere adskilte de sig i mine øjne fra resten af menneskeheden...” I Wien fik Hitler også den overbevisning, at marxismen og kommunismen var folkets fjender, som forførte arbejderen til unational tænkning. Disse ideer udviklede sig i tidens løb til rene tvangsforestillinger hos ham.
Hitlers psykopati er formentligt udviklet i wienertiden, mens hans autoritære politiske holdninger først kom til udtryk senere. Kubizek fortalte om Hitlers voldsomme udbrud, når han mente der var lagt fælder for ham, og at den internationale verden i samspil med jøderne forsøgte at ødelægge hans drømme og fremgang. Igen kan det konkluderes, at denne form for psykopati nærmere kan betegnes som en ekstrem selvmedlidenhed. En evig kamp for at retfærdiggøre sin egen eksistens og realisere sit ”kunstneriske kald” og ”geni”. Hans psykopatiske træk har givetvis startet en ond cirkel af selvmedlidenhed – altså snarere en evig kamp for sit eget vel, end en kamp for at skade andres. Men som de fleste andre svage og uselvstændige på denne tid blev han hurtigt offer for propaganda og ekstremisme.
På denne måde kunne han realisere sig gennem andre og udnytte sin åbenbart ubegrænsede evne til at hade. Nu blev Hitlers had rettet imod noget bestemt, mens det førhen havde svævet i overspændte og paranoide fantasiforestillinger. Denne pludselige borgerliggørelse af hans eksistens og had – eller bare følelsen af at høre hjemme et sted og blive påklistret et mærkat har formodentlig gjort den unge og rådvilde Hitler mere tryg. Dog nåede han aldrig at melde sig ind i et parti i sin wienertid. Denne kendsgerning har sandsynligvis skyldtes et stadigt brændende ønske om at blive kunstner, men undertiden begyndte han at studere antisemitismen og nationalismen – og med en støt og roligt voksende begejstring.
Hitler beskriver også hvorledes han allerede i wienerårene inspireredes til nationalsocialismen ved at smelte Luegers smidighed og forståelse for at tale til de brede masser sammen med Schönerers nationalisme og antisemitisme. Han har dog senere afvist, at disse politikeres værktøjer og standpunkter var de afgørende inspirationskilder til nationalsocialismen – de var blot øjenåbnere for den unge Hitler. I disse år tænkte han i det hele taget meget og skulle efter sigende havde udviklet ideer om den tyske idealstat og forsøgt sig med reformer indenfor skolevæsenet. Alt sammen på det overfladiske niveau, som enhver avislæser mestrer.
I årene på mandeherberget levede Hitler af at sælge jævne skitser af Wiens attraktioner. Den idé fik han af Reinhold Hanisch, der også boede på herberget, og som solgte billederne for ham. Sammen havde de også banket tæpper, båret kufferter på banegården og taget andre mindre jobs. I 1910 anlagde Hitler dog sag mod Hanish, idet han påstod, at Hanisch have snydt ham for et mindre beløb. Protokollen fra Wiens politiret er senere offentliggjort. Hitler solgte derefter selv sine billeder. I maj 1913, da Østrig begyndte at opruste til første verdenskrig, tog Hitler toget til München for at undslippe værnepligten, som han allerede var indkaldt til.

### München og forløsningen gennem krigen
Den 24. maj 1913 ankom han til München. Han var da 24 år gammel, en melankolsk, ung mand, der opfattede sig selv som "absolut antisemit, som dødsfjende af den samlede marxistiske verdensanskuelse, som altysk.”
Da Hitler ankom til München, medbragte han intet andet end det had og den fanatisme, som han havde opbygget i sine wienerår. Hans gren af familien var enten død eller bortrejst, og han havde brudt med de venner og bekendte, han havde mødt på sin vej. Den unge Hitlers forstenede adfærd blev efterhånden tydeligere for omverdenen, og kun når han diskuterede med fremmede på cafeer og knejper, viste han menneskelighed i form af sine velkendte raserianfald. De østrigske myndigheder kom snart på sporet af ham, og han sendte dem et ynkeligt brev med sin begrundelse for at været udeblevet fra militærtjenesten. Brevet var sirligt formuleret og beskrev højstemt hans ”nød og sult” i Wien. Kort efter modtog Hitler en endelig indkaldelsesordre, og han mødte op ca. 14 dage senere. På hans militærpapirer, som den tyske fører febrilsk forsøgte at finde og destruere 20 år senere, stod ”Uegnet til våben- og hjælpetjeneste, for svagelig. Kasseret.”
Hitler har senere fortalt, at tiden i München var et strålende alternativ til wienerårene og de dertil knyttede nederlag. Grundlæggende tyder alt dog på, at Hitlers livsstil var ganske uforandret efter rejsen til hans drømmes og længslers land. Han levede stadig af at male og sælge postkort og blev hverken påvirket eller tog del i de kunstneriske strømninger, som München rummede. Den tyske journalist Josef Greiner mener at have mødt Hitler i München og have spurgt ham ad, hvilke tanker han gjorde sig om sin fremtid. Svaret var kontant og lød: ”Der bliver jo alligevel snart krig, så det er lige meget, om man har en profession eller ej; ved militæret er generaldirektøren ikke mere end hundetrimmeren.”
Hitlers fornemmelser for den snarlige krig var korrekte – og han beskrev følelsen af de europæiske spændinger før dens udbrud:
”Allerede i min tid i Wien, lå der over Balkan denne blege lummerhede, der plejer at varsle orkanen, og somme tider flammede der et lysskær op, som dog hurtigt fortabte sig i det uhyggelige mørke. Men så kom Balkankrigen, og det første vindstød fejede hen over et nervøst Europa. Den tid, der kom nu, lå som et frygteligt mareridt over menneskene, rugende som en feberhed tropeglød; på grund af den evige bekymring blev følelsen af en katastrofe, der nærmede sig, næsten til en længsel. Gid himlen dog endelig ville give skæbnen, der ikke længere lod sig standse, frie tøjler. Så ramte da også den første mægtige lynstråle jorden; uvejret brød løs og himlens torden blandede sig med drønet fra verdenskrigens batterier.”
Den 1. august 1914 var Hitler blandt den tusindtallige menneskeskare på Odeonsplatz i München, der med feberhede ansigter og desperate patriotiske forhåbninger fejrede starten på 1. Verdenskrig. Medens krigsproklamationen blev læst op i højtidelige toner, følte Hitler pludselig mening med sin eksistens og berettede senere i selvbiografien Mein Kampf, hvorledes han "overvældet af stormende begejstring sank på knæ og takkede himlen af fuldt hjerte", fordi den skænkede ham "denne lykke at få lov til at opleve opbrudstiden." To dage senere meldte han sig som frivillig og blev optaget i et bayersk regiment. Umiddelbart så Hitler krigen som starten på noget nyt – en ny verdensorden, hvori han håbede på at slippe fri fra sin melankolske og udsigtsløse tilværelse.

## 1. verdenskrig (1914–1918)
Fra udbruddet af den 1. verdenskrig, da Hitler opholdt sig i München, findes et billede af ham på Odeonplatz, da krigen blev erklæret. Hitler meldte sig straks ved krigsudbruddet til den bayerske hær, hvor han tjente som Meldegänger (= kurér). Allerede i december 1914 blev han tildelt jernkorset af anden klasse. Da han i 1932 anlagde sag mod en avis, der havde beskyldt ham for fejhed ved fronten, bevidnede hans tidligere kommanderende officer, oberstløjtnant Engelhardt, at Hitler havde udvist tapperhed under kampene i november 1914, da List-regimentet for første gang var i felten. (Regimentet var opkaldt efter som oberst Julius von List, der faldt allerede i oktober 1914 i det første slag i Flandern, hvorefter regimentet blev opkaldt efter ham.) 4. august 1918 modtog Hitler jernkorset af første klasse, en højst usædvanlig udmærkelse for en Gefreiter, dvs. den laveste rang ved forfremmelse af en menig, på det nærmeste en korporal. I List-regimentets officielle historie har man ikke fundet nogen omtale af tildelingen. På baggrund af Hitlers fire år ved fronten, og officersknapheden i krigens sidste måneder, blev der rejst spørgsmål om, hvorfor Hitler aldrig avancerede til mere end korporal. Men intet tyder på, at han nogensinde ansøgte om eller ønskede nogen forfremmelse. Under hele krigen tjenestegjorde han som Meldegänger, overbringende beskeder mellem regimentet og hovedkvarteret i springmarch. Opgaven var meget farlig, og det meste af tiden var han enten ved selve fronten eller ikke særlig langt bagved.
Hitler blev første gang såret i oktober 1916 under kampene ved Somme. Han blev såret i det ene ben og og hjemsendt for første gang på to år. I starten af marts 1917 vendte han tilbage til fronten, nu forfremmet til lansekorporal. Natten til 14. oktober 1918 befandt List-regimentet sig syd for Ypres. Hitler blev overrumplet af et gasangreb på et højdedrag og fik skadet øjnene. Da han kom tilbage til hovedkvarteret, havde han midlertidigt mistet synet. Forbigående blind blev han sendt til et lazaret i Pommern. Her, i nærheden af Stettin, var han stadig rekonvalescent ved Tysklands sammenbrud, hvilket angiveligt gjorde et så stærkt indtryk på ham, at han opgav enhver tanke om at blive kunstner, og i stedet rejste tilbage til München for at kaste sig ud i politik. Sin grænseløse og gribende nationalisme beskrev han blandt andet i Mein Kampf med disse ord:
"Og, derefter kom en fugtig, kold nat i Flandern; tavse marcherede vi, og da dagen begyndte at bryde gennem tågebankerne, da hvisler pludselig en jernhilsen over vore hoveder, og med skarpe smæld slår de små kugler ned i vore rækker, piskende den våde jord op. Men inden den lille sky er trukket bort igen, drøner fra to hundrede struber de første hurra'er dødens første budskab i møde. Så begyndte det at brage og drøne, at synge og hyle, og med feberhede øjne styrtede vi alle fremad, hurtigere og hurtigere, over roemarker og gærder til kampen mand mod mand. Men fra det fjerne nåede tonerne af vore ører, stadig nærmere og nærmere, fra kompagni til kompagni, og netop i det øjeblik, hvor døden mejede ned i vores rækker, nåede sangen også os, og vi sendte den videre: Deutschland, Deutschland über alles, über alles in der welt!"
Det er blevet påstået, at Hitler ikke led af blindhed som en effekt af giftgas, men som et udtryk for en konversionstilstand ("hysterisk blindhed"). Otfrid Förster, en kendt neurokirurg, fortalte i 1930'erne, at han i 1932 havde undersøgt Hitlers sygejournal fra lazarettet i Pasewalk. Af journalen skal være fremgået, at Hitler blev behandlet for "hysterisk amblyopi" ("amblyopi" er dog nedsat syn, ikke blindhed). Hitler skal have fået journalen ødelagt, og de, der havde kendskab til den, skal være blevet myrdet eller have begået selvmord. Dr. Förster døde i Tyskland i 1941. I Mein Kampf skriver Hitler, at briterne havde anvendt "en gul gas...ukendt for os," og hans øjne havde føltes "som gloende kul, og alt var mørke omkring mig".
En af Hitlers overordnede ved fronten, Ernst Hess, var protestant, men blev afsat som dommer i 1936, da han efter racelovene var jøde. Via Hitlers adjutant Fritz Wiedemann – også en overordnet fra krigsårene – blev Hess' pension overført til Italien, hvor han søgte tilflugt i flere år. I 1939 fik han udstedt et pas, der ikke omtalte hans status som jøde. I et brev til Gestapo i Düsseldorf informerer Himmler om, at Hess skulle beskyttes efter Hitlers ønske. Men fra maj 1941 ophørte Hitlers beskyttelse, og Hess blev sat til tvangsarbejde; han undgik deportation kun gennem sit ægteskab med en ikke-jødinde. Hess' søster Berta fortalte folk, at hun nød godt af partiets særbeskyttelse; men Adolf Eichmann underskrev i 1942 personligt ordren om hendes og morens deportation til Theresienstadt. Berta blev dræbt i Auschwitz; moren undslap til Schweiz. Hess' datter Ursula oplyste, at hendes far havde få minder om Hitler, udover at han ikke havde venner i regimentet og holdt sig for sig selv. Hitler var ikke upopulær blandt de andre i hæren, men han blev anset som en særling, der aldrig fik pakker eller breve hjemmefra, og ikke brød sig om hverken piger eller orlov. Ofte sad han fortabt i grublerier, for pludselig at springe op og råbe underlige påstande ud, som at "det tyske folks usynlige modstandere er en større fare end fjendens største kanoner".

## Hitlers vej til magten (1918–1933)

### Deutsche Arbeiterpartei
Hitler hævdede senere at det var hans reaktion mod den tabte krig og "forbryderne", som var årsagen til at beslutningen om at blive politiker begyndte at spire i ham. Der er dog flere indikationer for at dette ikke forholdt sig sådan, og at der er tale om en efterrationalisering fra Hitlers side.
Efter krigen drog han direkte tilbage til regimentskasernen i München og gjorde sit bedste for at undgå at blive frigjort fra militæret. Flere gange lod han sig vælge som en af regimentets tillidsmænd, så han kunne få lov at blive. Dette gjorde mærkeligt nok den senere indædte kommunisthader til soldat under den socialistiske ministerpræsident Kurt Eisners bayerske sovjetrepublik.
I forvirringen efter drabet på Eisner engagerede Hitler sig hverken for sovjetrepublikken eller for dens modstandere – selv om man i lyset af hans senere løbebane skulle have forventet at han ville have kastet sig ind på den antikommunistiske side, som var anført af de folkenationalistiske og ekstremt højreorienterede frikorps. Det virker mere som om han holdt sig forsigtigt i baggrunden. Der findes dog et foto som viser at Hitler deltog i en sørgemarch for den myrdede Eisner, som var jøde. Også dette bliver af enkelte historikere anført som indikation for at Hitlers politiske anskuelser slet ikke var så færdigudviklede, som han selv ville have det til at se ud seks år senere i "Mein Kampf".
Efter at sovjetrepublikken var blevet slået ned, lod Hitler sig hverve af "Münchener Reichswehrverwaltung" (Münchens rigsværnsforvaltning), som dengang var den afgørende magtfaktor i Bayern. Der er noget som tyder på at han på denne måde ønskede at vinde de nye magthaveres velvilje, idet han angav de regimentskammerater som havde engageret sig på sovjetregeringens side.
De toneangivende mænd i det såkaldte "Schwarze Reichswehr" (sorte rigsværn) som for eksempel major Ernst Röhm, syntes at have set en potentiel agitator i Hitler, som ville kunne være dem behjælpelig med at sprede nationalistiske tanker blandt arbejderne. De sendte Hitler på et kursus for propagandatalere og gav ham til opgave at udspionere de mange politiske partier og kredse i det postrevolutionære München. Ved den lejlighed fik Hitler en våbentilladelse og en Walter pistol udleveret, som han beholdt resten af sit liv. Det var også denne han benyttede ved sit selvmord.
En af disse mange grupperinger var et parti stiftet af låsesmeden Anton Drexler og journalisten Karl Harrer, nemlig Deutsche Arbeiterpartei (DAP, Det tyske arbejderparti), som forfægtede fremmedfjendtlige, antisemitiske og pseudo-socialistiske ideer, det hele blandet med stortysk nationalisme. Første gang Hitler besøgte deres møder var den 12. september 1919. Da en af talerne tog til orde for at Bayern skulle bryde ud af Weimarrepublikken, modsagde Hitler ham så energisk og veltalende, at man straks bemærkede Hitlers retoriske talent. Han må også selv have lagt mærke til at han var i stand til at gribe sine tilhørere og vække deres følelser til live. Allerede samme aften forsøgte Drexler at hverve ham. Drexler skulle efter sigende på klingende bayersk have sagt til sin journalistven Harrer: "Dör hot a Goschn, den kennt ma braucha!" (Han har et mundtøj, ham kan vi bruge). Hitler meldte sig ind i DAP den 19. oktober – som det 55. medlem (ikke som det syvende, som han selv påstod senere). At hans medlemsnummer blev 555 kom sig af, at DAPs medlemstælling begyndte med 501, for at foregive en større tilslutning end partiet egentlig havde. På denne tid kom Hitler for første gang i berøring med den antisemitiske forfatter Dietrich Eckart fra Thuleselskabet. Eckart var på udkig efter en agitator som kunne vinde arbejderne og folk fra de lavere samfundslag for hans højreradikale tankegods. Han var en af de første der indså hvilket potentiale Hitler besad, og han forsøgte sidenhen at hjælpe Hitler fremad. I 1920 blev han udgiver af Hitlers partiblad "Völkischer Beobachter".
Eftersom Hitler med sine medrivende talegaver fik stadig flere tilhørere og skaffede stadig flere medlemmer til partiet, blev han snart helt uundværlig for det lille DAP. Det tog ikke lang tid før han fik en lederposition i partiets hvervningsarbejde. I begyndelsen af 1920 var han med til at udvikle DAPs 25-punktsprogram, og det var ham der sørgede for at partiet tilføjede "nationalsocialistisk" til sit navn og dermed blev til "Nationalsozialistische Deutsche Arbeiterpartei" (NSDAP). Et navn som partiet beholdt helt til partiets og det tredje riges undergang i 1945.
Da han blev fritstillet fra hæren den 31. marts 1920, var han allerede i stand til at leve af de honorarer han fik som taler. Han var blevet uundværlig som "ølstueagitator" for det fremdeles marginale NSDAP. Det udnyttede han, da han i juli 1921 udmanøvrerede den gamle partiledelse og med et ultimatum gennemtvang, at han selv blev formand for partiet. Hitler var nu en lokal politisk berømthed. Uden for Bayern blev han imidlertid stort set betragtet som en forunderlig særling, der kun fortjente lidt trækken på skuldrene.

### Kupforsøg og fængselsstraf
Da sovjetrepublikken i München var blevet slået ned, blev Bayern regeret af den nationalistisk og monarkistisk sindede generalstatsbefuldmægtigede Gustav Ritter von Kahr, som ikke lagde skjul på sin afvisning af demokratiet og den "røde" social-liberale rigsregering i Berlin. Hitler og den tidligere generalkvartermester for Hærens Overkommando (Oberste Heeresleitung, OHL) Erich von Ludendorff, som var begyndt at sympatisere med NSDAP, betragtede derfor Kahr som en allieret i deres plan om at styrte regeringen i Berlin. Planen havde Mussolinis "march mod Rom" i oktober 1922 som forbillede. Hitler troede at den franske okkupation af Ruhrområdet, den voldsomme inflation og den heftige indre uro i Tyskland ville sikre ham tilstrækkelig støtte i de brede lag af befolkningen.
Om aftenen den 8. november 1923 stormede Hitler og nogle bevæbnede mænd Münchens Bürgerbräukeller, hvor Kahr netop talte. Kahr gik under trusler med på Hitlers forslag om en ny regering, men det skulle vise sig, at det kun var et trick for at snyde Hitler, der på det tidspunkt havde vundet kampen. Allerede næste morgen gik politiet løs på Hitlers tilhængeres march og jagede oprørerne på vild flugt uden de store problemer. Ludendorff blev arresteret allerede den 9. november, Hitler nogle få dage senere.
Retssagen mod kupmagerne begyndte den 26. februar 1924. Efter loven skulle man have kunnet forvente at sagen ville resultere i lange fængselsstraffe, og at Hitler, der endnu var østrigsk statsborger, ville blive udvist. Men som det efterhånden var blevet kutyme i Weimarrepublikken, hvor det meste af embeds- og dommerstanden var gennemsyret af nationalistiske og antidemokratiske ideer, blev de højreradikale gerningsmænd behandlet uhørt mildt og fik kun korte fængselsstraffe. Retspræsidenten lod det til og med passere, at Hitler under retssagen angreb ham på grund af hans jødiske baggrund. Ludendorff bagatelliserede efter bedste evne sin egen medvirkning ved "ølstuekuppet" og blev helt frikendt. Hitler, som anede at han ikke ville blive straffet hårdt, greb chancen og fremstillede sig selv som den eneste og suveræne initiativtager til hele affæren.
I forhold til at han havde begået højforræderi og forsøgt at omvælte staten, var den endelige fængselsstraf på fem år påfaldende mild. Men ikke nok med det; han kom kun til at afsone fem måneder af straffen og blev løsladt den 20. december 1924. Mens Hitler sad fængslet i Landsberg am Lech skrev han med hjælp fra sin sekretær Rudolf Hess første del af bogen Mein Kampf. Her fremlagde han i fuld åbenhed sine politiske mål og beskrev den nationalsocialistiske ideologis grundlæggende elementer, især med vægt på racelæren.
Takket være pressedækningen af retssagen blev Hitler nu også betragtet som den vigtigste af hele Tysklands såkaldte folkenationale (völkische) politikere. Hans lederstilling i NSDAP stod nu ikke længere til diskussion, og i den folkenationale bevægelse fik hans stemme stadig mere vægt. Nu begyndte han at se på sin egen rolle som den naturlige fører; det drejede sig nu ikke længere om at være den der beredte vejen for andre som f.eks. von Ludendorff ved ølstuekuppet. Nu var det ham selv der skulle være forrest. Det var sandsynligvis i forbindelse med denne beslutning at Hitler i 1925 frasagde sig sit østrigske statsborgerskab. Hitler var statsløs indtil 1932, hvor han fik tysk statsborgerskab.
Men der var dog stadig lang vej til magten i Tyskland. Forbuddet mod NSDAP var ganske vist blevet ophævet igen, men samtidig blev de økonomiske forhold i landet bedre og den politiske situation stabiliseret. Der var nu ikke længere så mange, der i desperation lyttede til Hitlers radikale løsningsforslag. Man trådte nu ind i en økonomisk vækstperiode, som skulle vare ved helt til 1929, og det svækkede de radikale partiers popularitet i vælgermassen.

### Ny chance og endeligt gennembrud for Hitler og hans parti
Efter løsladelsen fra Landshut-fængslet gik Hitler i gang med at skaffe sig den fuldstændige kontrol over NSDAP. I Nordtyskland havde der dannet sig en stærk mere venstreorienteret partifløj under Gregor Strasser. Han var uenig i Hitlers frieri til den gamle monarkistiske magtelite og gik ind for en langt mere socialrevolutionær kurs. Men det lykkedes Hitler at neutralisere Strasser og hans ledsagere, eller som i tilfældet Joseph Goebbels, der også en overgang flirtede med de socialistiske ideer, helt at trække dem over på sin side.
Efter det mislykkede kup var Hitler nået frem til at vejen til magten ikke gik via revolutioner. Det gjaldt om at vinde på lovlig vis gennem det demokratiske system; han måtte opnå befolkningens støtte til sin politik før han kunne gennemføre sine mål. Han ville undergrave og besejre demokratiet ved hjælp af dets egne regler. NSDAP skulle repræsenteres i parlamenterne, men ikke for at arbejde konstruktivt efter de parlamentariske principper. Medlemmerne skulle obstruere og miskreditere demokratiet og dermed vise befolkningen at en ét-parti-stat under én fører var at foretrække. På samme tid skulle SA ved spektakulære parader, gadeslagsmål og organiserede uroligheder sørge for, at offentligheden ikke lod partiet og dets fører gå i glemmebogen, og at det demokratiske systems iboende svagheder blev åbenbare for de mange. Endvidere skulle angreb på andre partier forhindre dem i at agitere og vinde vælgere. NSDAP oprettede tæskehold, der blev sat ind ved vælgermøder i mindre byer for at forhindre modstanderpartier i at fremsætte deres budskaber. I de mindre byer var der sjældent politi nok til at stoppe den politiske chikane. Nazipartiets efterfølgende markante fremgang ved valgene skyldtes også, at det – især inspireret af Joseph Goebbels' banebrydende ideer – forstod at bruge nye metoder for valgkamp, agitation og påvirkning af masserne.
Med børskrakket i New York 1929 og den efterfølgende verdensomspændende økonomiske krise blev NSDAP igen et parti man skulle holde øje med. Og denne gang fik partiet for alvor medvind. Krisen ramte særligt Tysklands svækkede økonomi hårdt, arbejdsløsheden steg voldsomt, og tynget af det politiske pres brød den hidtidige regering, også kendt som "Weimarkoalitionen" sammen. Der var nu ikke længere flertal for en demokratisk regering, hvilket førte til, at Zentrum-politikeren Heinrich Brüning støttet af rigspræsident Paul von Hindenburg kunne regere ved hjælp af provisoriske nødforordninger, der reelt set satte demokratiet ud af kraft. Dermed var vejen faktisk banet for en diktaturstat.
Ved valget til Rigsdagen den 14. september 1930 øgede NSDAP sin andel af stemmerne drastisk: fra 2,6% til 18,3%. Før havde NSDAP tolv repræsentanter i Rigsdagen, nu kunne det stille med 107. De statsbærende demokratiske liberale og socialdemokratiske partier på den politiske midte havde ikke længere noget samlet flertal, og Hitler var nu endegyldigt blevet en magtfaktor på nationalt niveau.

### Hitlers vej til kanslerembedet
I starten af 30'erne modtog Hitler og hans parti stadig mere støtte, økonomisk og logistisk, af junkerne, tidligere kejsertro, ledende forretningsmænd og militærfolk (for eksempel fra de såkaldte Freikorps). I 1932 blev Hitler omsider tysk statsborger og kunne nu opstilles som rigspræsident. Valget fandt sted i marts 1932, og Hitler opnåede 30,2 % af stemmerne. Kun Hindenburg kunne slå ham med 49 % af stemmerne. Næsten 80 % af stemmerne var altså gået til kandidater med antidemokratiske og nationalistiske holdninger, hvilket vidnede om demokratiets dårlige stilling i Weimarrepublikken.
Ved valget til rigsdagen i juli 1932 fik NSDAP 37,3 % af stemmer men allerede ved novembervalget i 1932 sank NSDAP's stemmeandel til 33.1 %. De var stadig rigsdagens største parti, men da de ikke havde flertal, var de afhængige af rigspræsident Hindenburgs velvilje: det var ham der skulle udnævne kansleren, hvis der ikke var flertal for ham i rigsdagen. Efter en række interne magtkampe mellem forskellige nationalkonservative kanslerkandidater endte det med at den forsmåede og forbigåede Franz von Papen forhandlede med Hitler bag kansler Kurt von Schleichers ryg og fik overtalt præsident Hindenburg til at udnævne Hitler til kansler, og sig selv til vicekansler. Den 30. januar fulgte den skæbnesvangre udnævnelse af Hitler til kansler, en udnævnelse der var blevet gjort mulig af forskellige faktorer:
- Hitler fandt støtte hos dele af den tyske storindustri og hos flere banker. De var bange for kommunisme og en efterfølgende nationalisering af økonomien og håbede at Hitler ville have held i sit forehavende med at eliminere "den bolsjevistiske fare". De var også lydhøre for den militære oprustning Hitler plæderede for; en oprustning ville kunne gavne økonomien.
- De nationalkonservative kredse omkring Franz von Papen gik ind for at Hitler blev rigskansler. Von Papen, som var blevet lovet en plads i Hitlers kabinet, bildte sig ind at denne ansvarsfulde stilling ville gøre Hitler mere ansvarlig og mindre radikal, og at Hitler ville lytte til mere moderate stemmer. Papen håbede til en vis grad at kunne styre Hitler ved at have flere konservative ministre i regeringen; der var kun to ministre fra NSDAP.
- Militærfolkene så i Hitler en ven af militæret og håbede, at han ville kunne bevirke en national fornyelse og sørge for at Tyskland kunne lægge den forsmædelige Versaillestraktat bag sig og bringe hæren tilbage til hæder, værdighed og styrke ved den lovede oprustning.
- Monarkistiske, antidemokratiske og nationalkonservative kredse håbede på at Hitler ville skabe politisk stabilitet og nyordne den politiske kultur i retning af en genoprettelse af det autoritære styre fra før 1. verdenskrig.

Det var dog ikke alle nationalkonservative kredse der var lige lykkelige for Hitler, der af mange konservative stadig blev betragtet med stor skepsis pga. sin pøbelagtige optræden og sin forkærlighed for masserne. Mange konservative så Hitler som et nødvendigt onde for at kunne forhindre socialismen i at få magt i landet. Hitler var det mindste onde.
General Erich Ludendorff, som sammen med Hitler havde forsøgt et kup i 1923, skrev advarende til rigspræsident von Hindenburg efter Hitlers udnævnelse til kansler i januar 1933:
"De har (…) udleveret vort hellige tyske fædreland til en af tidernes største demagoger. Jeg profeterer højtideligt for Dem, at denne ulyksalige mand kommer til at styrte vort rige lukt i afgrunden og bibringe vort land ufattelige lidelser. De kommende slægter kommer til at forbande Dem i Deres grav for denne handling."

## Hitler som diktator frem til 2. verdenskrig (1933–1939)

### Overgangen til diktatur
Den 30. januar satte Adolf Hitler sig i kanslerstolen. Dagen kaldes på tysk "Machtergreifung". Den parlamentariske situation var dog stadig ikke tilfredsstillende for Hitler, så han overtalte Hindenburg til at udskrive endnu et valg, der blev berammet til starten af marts 1933. Men natten til den 28. februar begyndte rigsdagsbygningen at brænde. Adolf Hitler så sit snit til at udnytte den udløste panik til at forøge sine magtbeføjelser. Da gerningsmanden lod til at være en anarkist med forbindelser til kommunistpartiet, kastede man hurtigt skylden for branden på kommunister og andre venstrefløjspartier, og Hitler formåede at overtale Hindenburg til at sætte nødbestemmelsen i artikel 48 i Weimarforfatningen i værk. Med denne nødforordning i hånden kunne kansler Adolf Hitler sætte grundlæggende rettigheder ud af kraft og gennemføre love uden om rigsdagen. Som noget af det første forbød Hitler det kommunistiske parti, og dets medlemmer blev fængslet og forfulgt over hele Tyskland.
I perioden op til valget benyttede Hitler sig effektivt af kanslerens beføjelser til at sikre nazisterne ekstrem opmærksomhed i de statslige medier gennem propaganda og ved at undertrykke alle andre partiers rettigheder. SA-grupper ødelagde valgmøder for andre partier ved voldelige optøjer. Ved valget den 6. marts 1933 lykkedes det dog alligevel ikke for Hitler at opnå det ønskede flertal. Med 43,9 procent af stemmerne var det dog det bedste valg for NSDAP til dato, og Hitler havde sammen med det bayerske bondeparti DNVP over halvdelen af pladserne i rigsdagen.
Nødforordningerne, som sikrede at Hitler kunne regere uindskrænket, havde imidlertid begrænset gyldighedstid. For at forlænge disse beføjelser krævedes der en lov, som skulle have støtte af mere end 2/3 af rigsdagen. Loven blev vedtaget den 23. marts og gav Hitler fuldstændig magt. Den hed "Gesetz zur Behebung der Not von Volk und Reich" (Loven til at lindre nøden for folket og riget), men loven kaldes i fagsprog "Ermächtigungsgesetz" (bemyndigelsesloven). Den blev vedtaget under stor tumult i rigsdagen med støtte fra de borgerlige partier. Kun socialdemokraterne stemte imod; kommunisterne kunne ikke stemme, da deres parti var blevet forbudt.
Loven trådte i kraft den 24. marts 1933 og dermed begyndte Nazi-Tyskland, Det tredje rige. Med denne lov ophørte Weimarrepublikken; Hitler var nu diktator og stod på magtens tinde.
Den 1. juni 1933 blev den såkaldte "Adolf-Hitler-Spende der deutschen Wirtschaft" ("Gave til Hitler fra det tyske erhvervsliv") indført. Det var en tvangsafgift, som alle virksomheder skulle betale direkte til NSDAP. Frem til 1945 blev der indkrævet "gaver" af denne art i størrelsesordenen op til 700 mio. rigsmark. Denne afgift styrkede partiet yderligere, da det nu ikke længere havde økonomiske problemer.
Efter præsident Hindenburgs død den 2. august 1934 overgik kommandoen over Reichswehr til Hitler uden nogen indvendinger fra hærens side. Fra da af begyndte Hitler at lade Reichswehr aflægge ed til sig, og han lod sig nu titulere Fører og rigskansler.
Hitler havde ved Hindenburgs død formelt afskaffet præsidentembedet og forenede nu det og kanslerembedet i sin person.
Hitlers sidste skridt mod den fuldstændige magt over hæren skete i januar 1938, da Reichswehrminister Werner von Blomberg og øverstbefalende for hæren Generaloberst Freiherr von Fritsch blev fyret bl.a. pga. anklager om homoseksualitet. Hitler afskedigede en række generaler og overtog selv den fulde styring af Wehrmacht.
Han fortæller i Mein Kampf hvordan han efter at have læst en børnebog om den fransk-tyske krig, "sværmede mere og mere for alt, der på en eller anden måde hang sammen med krig og soldater". Den mest solgte børnebog til julen 1933 hed Børn, hvad ved I om Føreren? og fortæller:
"I ved, kære børn, at før var alt godt og rigtigt i Tyskland. Men så blev franskmændene bange for os og misundelige. Hver gang der stod i aviserne at nu havde tyskerne gjort en ny opfindelse eller bygget en ny fabrik, blev de endnu mere misundelige...Derfor sagde landene rundt Tyskland: Vi vil ikke finde os i at Tyskland er bedre, rigere, større og lykkeligere end vi er. Vi vil tage livet af Tyskland..." Deutsche Allgemeine Zeitung skrev, at i "hånden på enhver tysk dreng, der træder ind i mandbarhedens alder, hører der blinkende våben, og i næven på den yngre bror pil og bue. I omgang med våben går hans væsens dybeste hemmeligheder anelsesfuldt gennem sjælen og slipper ham ikke mere." Derfor anbefalede Berliner Tageblatt folk at købe julegaver svarende til det tyske folks høje kulturelle niveau, særlig tinsoldater, der "gør vor ungdom fortrolig med Tysklands herlige fortid og vækker den uimodståelige militærtanke i deres sind." 

### Afskaffelsen af SA
Hitler eliminerede den interne partikamporganisation SA (Sturm-Abteilung) den 30. juni 1934. SA havde før Hitlers magtovertagelse været et vigtigt instrument til at terrorisere politiske modstandere og sikre sig herredømmet ved massemøder. Men efterhånden var organisationen blevet mere og mere opsætsig over for ledelsen, og den nød ikke udbredt opbakning i befolkningen, der ikke var særlig begejstret for den voldelige kamp-organisation. Industrien var også tilbageholdende med at støtte op om Hitler fordi SA talte om "revolution" og i det hele taget var den mest socialistiske del af partiet. Rygter om homoseksualitet i SA, især omkring SA-lederen Ernst Röhms person, skadede også partiet. Ansporet af Röhms konkurrenter Heinrich Himmler, Hermann Göring og Reinhard Heydrich besluttede Hitler sig under påskud af et SA-kupforsøg til at skille sig af med SA, en handling der fik navnet "De lange knives nat". På denne nat blev Ernst Röhm og mange andre af Hitlers kritikere henrettet uden rettergang. Hitlers tidligere rival, den forhenværende rigskansler Kurt von Schleicher, blev også myrdet sammen med sin ægtefælle. Drabet tyder på, at mordene var udløst af gammelt nag, da Kurt von Schleicher ikke længere udgjorde nogen trussel mod Hitler og hans parti.

### Oprustning og ekspansiv udenrigspolitik
Hitler førte en aggressiv og ekspansionistisk udenrigspolitik, der med sin frækhed, hurtighed og hensynsløshed til fulde udnyttede vestmagternes passivitet. De europæiske ledere var både præget af deres eget ønske om fred og håbet om at nazismen og kommunismen ville ødelægge hinanden. Derfor fik Hitler held med en kæde af dristige lynaktioner op gennem 30'erne, som gennemførtes på trods af hans egne generalers forbehold.
Weimarrepublikkens demokratisk valgte politikere havde arbejdet på at tilvejebringe en revision af Versaillestraktaten, der af tyskerne blev anset for alt for hård mod Tyskland.
Hitler førte den samme udenrigspolitisk, men han havde ikke tænkt sig at holde sig til diplomatiske forsøg på at ændre tingenes tilstand. Han ville også anvende militær magt som trussel for at ændre Versaillestraktatens bestemmelser.
I første omgang viste de andre europæiske politikere sig imødekommende over for Hitlers krav, så militær magt blev ikke nødvendig. I løbet af 1934 brød Hitler åbenlyst Versaillestraktaten ved at øge budgetterne for hær og flåde betragteligt. Hitler annoncerede hærens udvidelse til 600.000 mand, seks gange så meget som traktaten tillod, og han opbyggede både et nyt luftvåben, Luftwaffe og øgede flåden. Tysklands nabolande så med stor uro på disse brud, men valgte at acceptere dem efter Hitlers løfter om landets fredelige intentioner.
Hitler så dog kun revisionen af Versaillestraktaten som et delmål. Han anså ikke alene de daværende tyske grænser, men også de tyske grænser fra før 1. verdenskrig som ulogiske og alt for trange. Hans mål var langt større og indbefattede store dele af bl.a. Østeuropa inspireret af ideerne om Lebensraum. Selv om Hitler tilkendegav sit fredelige sindelag over for verdens statsledere, var krig tidligt hans egentlige mål.
Efter Hindenburgs død i 1934 meddelte Hitler generalstaben at han havde til hensigt at gøre Tyskland klar til krig inden for fem år. Det var med dette mål for øje han genindførte den almindelige værnepligt i 1935 og fremlagde sin fireårsplan i 1936. Det økonomiske opsving i Tyskland fra 1933 blev hjulpet frem af et generelt opsving på verdensmarkedet og yderligere styrket af kreditter. Særlig vigtig var det statslige arbejdsprogram. Et program, der lignede Roosevelts New Deal. Både opsvinget og arbejdsprogrammet gavnede oprustningen.
Den nationalsocialistiske udenrigspolitik viste allerede sit klare sigte da Tyskland afbrød nedrustningsforhandlingerne med Storbritannien og Frankrig i oktober 1933 og meldte sig ud af Folkeforbundet. I 1934 støttede Hitler et nationalsocialistisk kupforsøg i Wien, hvorunder den østrigske forbundskansler Engelbert Dollfuss blev myrdet. I marts 1936 brød Hitler endnu engang alle aftaler, da han lod sine soldater marchere ind i den franske demilitariserede zone ved Rhinen.
Hitler gav også sin støtte til Franco under Den spanske borgerkrig fra 1936.
Den tyske Legion Condor ydede et vigtigt bidrag til Francos sejr, og indsatsen gav det tyske luftvåben erfaringer, som det snart kunne drage nytte af. Den 25. oktober 1936 indgik Hitler en aftale med Italiens fascistiske diktator Mussolini om dannelsen af en akse mellem de to lande, og en måned senere indgik han også aftale med Japan om antikominternpagten som fascistisk bolværk mod Sovjetunionen og socialismen.
Den 5. november 1937 indviede Hitler endelig generalstaben i sine planer for fremtiden. I den protokol, som oberst Friedrich Hossbach førte under det hemmelige møde, hedder det, at "løsningen på det tyske spørgsmål kun kan nås ved magt". Samtidig fortalte Hitler staben, at det var hans faste beslutning at slå til mod Tjekkoslovakiet og Østrig så snart som muligt.
I december 1937 godkendte Hitler det "Første tillæg til anvisningen for Wehrmachts samlede krigsforberedelse af den 24. juni 1937". Her blev hans angrebsplaner konkretiseret. Her hedder det blandt andet:
"Når Tyskland når op til sit fulde krigsberedskab, vil de militære forudsætninger være tilvejebragt så vidt, at en angrebskrig mod Tjekkoslovakiet vil kunne vindes(…)selv hvis den ene eller den anden stormagt griber ind."
Hitler var på dette tidspunkt altså helt klar over hvad hans aggressive udenrigspolitik ville kunne føre til, og han var indstillet på dens konsekvenser. De europæiske nationer veg tilbage for Hitlers vilje og hans militære trusler, og i marts 1938 opnåede Hitler derfor, at Østrig blev tilknyttet det nu «stortyske rige» (Anschluss) uden militære konsekvenser. I oktober samme år krævede han at Tjekkoslovakiet skulle afstå Sudetenland til Tyskland. I grænseområderne var befolkningen overvejende tysksproget og tysksindet.
Eftersom Tjekkoslovakiet var i alliance med Frankrig og Storbritannien, indebar Hitlers krav fare for endnu en storkrig. Mussolini, som anså at Italien endnu ikke havde oprustet i tilstrækkelig grad, fik som mægler imidlertid gennemført en konference i München mellem Hitler, den britiske statsminister Neville Chamberlain og den franske ministerpræsident Édouard Daladier.
Disse to statsledere var meget bange for en krig, som de hverken mente at deres lande var rustede til eller mentalt parate til. De fortsatte dermed deres appeasementpolitik; med Münchenaftalen accepterede de Hitlers ønsker og prisgav deres alliancepartner Tjekkoslovakiet. I strid med sine løfter i München gennemtvang Hitler ved hjælp af krigstrusler i marts 1939, at "Rest-Tjekkiet" (som han kaldte det) kom under nazistisk kontrol som Protektoratet Böhmen og Mähren. Slovakiet blev en nominelt uafhængig stat, som imidlertid faktisk var helt afhængig af Tyskland.
Umiddelbart efter at Tjekkoslovakiet var slået fuldstændig i stykker, sagde Hitler i en rigsdagstale at Tysklands sidste territoriale krav dermed var blevet indfriet. En tale han endnu engang forsøgte at narre de allierede med. Der skulle kun gå nogle få måneder før han krævede at den delte tysk-polske by Danzig skulle genforenes med Tyskland. I en hemmelig tillægsprotokol til Molotov-Ribbentrop-pagten fra august 1939 var Polens og Baltikums deling aftalt mellem Tyskland og Sovjetunionen. Det var Hitlers krav i Polen der til slut udløste den anden verdenskrig. Denne krig havde Hitler bevidst styret mod i sin tænkning og i sine regeringsdispositioner siden 1933. Hele hans politik havde sigtet på denne krig.
Hans løftebrud under og efter Sudeterland-krisen havde fået Storbritannien og Frankrig til at indse Hitlers reelle hensigter. De ledende statsmænd i begge lande var nu endelig klar over, at det ikke var muligt at indgå bindende aftaler med Hitler, og at eftergivenhed bare ville følges af yderligere krav fra hans side. De havde derfor givet Hitler det ultimatum, at hvis han angreb Polen, så ville de reagere med magt.

## Hitler under 2. verdenskrig (1939–1945)
Hitlers mål var på dette tidspunkt gået op for de fleste europæiske nationer. De forstod nu at han ikke bare ville genetablere Tysklands stormagtsrolle i Europa og eliminere den jødiske race, men også at han ville gøre Tyskland til en supermagt, der skulle lægge verden under det tyske folks herredømme. Hans mere konkrete mål for en krig var at oprette kolonier i Østeuropa, hvor de slaviske folk skulle tjene den tyske herrerace som slaver. Hans fantasi om Lebensraum var også en romantisk forestilling om det oprindelige tyske bondeliv. Det indebar at den tyske race skulle bo på store herregårde på de store østeuropæiske vidder. Derfor var hans krigsplaner i første omgang rettet mod Østeuropa.
Han garderede sig mod en krig med Frankrig, fordi han vidste at de ikke ville tolerere hans angreb i øst. Hans aggressionspolitik byggede også på et had til bolsjevismen; det var måske var en af årsagerne til, at han havde fået lidt for lang snor hos mange vestlige politikere, der trods alt hellere ville have en Hitler end en Stalin.

### Hitler og krigsforløbet
Det tog 18 dage at knække polakkernes modstand, og i henhold til Molotov-Ribbentrop-pagtens tillægsprotokol marcherede Den røde armé ind i landet fra øst den 17. september. Kort efter gik Stalin til angreb på Finland. De pinlige nederlag som de talmæssigt underlegne finner gang på gang tilføjede de sovjetiske styrker i Vinterkrigen 1939/40, styrkede Hitler i den opfattelse at det ikke ville blive alt for vanskeligt at besejre den Røde Hær. Det var hans hensigt allerede ved indgåelsen af Molotov-Ribbentrop-pagten. Tillige var det angreb det sidste argument Hitler behøvede for at få sine stadig nølende generaler til at tilslutte sig et angreb på Rusland før at Hæren var klar. Hæren havde meldt ud at de først var krigsklar i 1941. Også en dato som England havde som skæringsdato for sin krigsparathed.
Sine største triumfer fejrede Hitler i den første halvdel af 1940, hvor Wehrmacht i en række kortvarige lynkrige, "Blitzkriege" overvandt Danmark, Norge, Nederlandene, Belgien og Luxembourg. Og desuden nedkæmpede han Frankrig i sommeren 1940 på kun seks uger. Men allerede samme sommer led han sit første alvorlige nederlag: Slaget om England. I London var Chamberlain blevet afløst af Winston Churchill, som siden 1933 havde agiteret for større fasthed over for Tyskland. Hitler så derimod på sin side England som en mulig forbundsfælle; den egentlige fjende var for ham Sovjetunionen, så han tilbød briterne frie hænder i deres kolonirige til gengæld for en anerkendelse af Tysklands dominans på det europæiske kontinent. Til trods for Storbritanniens svage militære stilling afviste Churchill enhver dialog med Hitler, dog efter at havde sikret sig at den amerikanske præsident ville sikre England forsyninger. Efter at luftkrigen over England var slået fejl, koncentrerede Wehrmacht sig om planer om en invasion med flådestyrker. Men "Operation Seelöwe" blev skrinlagt af Hitler i 1941, fordi han stadig ikke betragtede briterne som en alvorlig trussel og nu hellere ville vende sig mod sit egentlige mål: Stalins Sovjetunionen. Ud fra en strategisk analyse stod russerne også i tyskernes baghave og var reelt en større sikkerhedsrisiko end englænderne var.
Men først måtte han komme Mussolini til undsætning: Den italienske Balkankrig gik dårligt; særlig så det alvorligt ud i Grækenland. Selv om den tyske erobring af Balkan også tjente til at sikre den sydlige flanke mod Middelhavet, kom dette felttog til at forsinke det planlagte angreb på Sovjetunionen yderligere. Invasionen med kodenavnet Operation Barbarossa kom først i gang den 22. juni 1941. Den nationalsocialistiske propaganda forklarede angrebet som antikommunismens, antibolsjevismens og den vesterlandske kulturs kamp mod det "asiatiske barbari" og den "jødiske bolsjevisme". Propagandaen var i sin nedværdigende omtale af de slaviske folk i høj grad med til at give de tyske soldater en følelse af, at de snarere kæmpede mod dyr end mod mennesker. Felttoget var egentlig snarere et røver- og erobringstogt. Det havde til hensigt at erobre "Lebensraum" (livsrum) for det "ariske herrefolk" og gøre de undertrykte befolkninger til slaver eller udrydde dem. I øvrigt havde den tyske hær slet ikke forsyningskapacitet nok og det blev løst kynisk af Hitler ved at beordre hæren til at røve mad fra civile i de besatte områder, selvom øverste general for logistik advarede om at det ville betyde sultedøden for de lokale. Denne ordre betød også at iværksættelsen af angrebet kunne fremskyndes med mindst et år.
Efter de store sejre blev Wehrmacht standset foran Moskva i december 1941, netop som den frygtede russiske vinter satte ind. Den tyske hær var kort sagt løbet tør for momentum. Forsyningsvejene var blevet for lange til for få lastbiler og især lokomotiver. og slitagen på den lange rute frem og tilbage for logistik køretøjerne udsled dem langt hurtigere end de kunne erstattes. Den 7. december angreb Japan (Tysklands allierede) de amerikanske baser ved Pearl Harbor på Hawaii. Det drog USA ind i konflikten. Hitler erklærede krig mod USA den 11. december 1941. Russerne fik sikkerhed for at Japan ikke ville angribe dem fra øst og kunne overføre endda ret store styrker til forsvaret af Moskva og endda angreb og tilbagetvingning af tyskerne. Moskva kom aldrig til at være et tysk militært mål igen.
Den 19. december 1941 overtog Hitler den egentlige overkommando over hæren. Efter at Wehrmacht i 1942 igen kom i offensiven i begrænset omfang blev målet at sikre sig de russiske oliekilder ved kaukasus. Flanken måtte dog sikres i dette fremstød mod syd og flanketruslen var Stalingrad... førte Hitlers militære fejlhåndtering til et knusende nederlag tidligt 1943 med Slaget om Stalingrad, hvor hele den sjette tyske arme måtte overgive sig fordi Hitler havde forbudt den at trække sig tilbage fra den udsatte stilling. Samtidig tabte Afrika korpset samme mængde soldater til amerikanerne. I alt 600.000 meget erfarne tyske soldater blev tabt ved de to slag.
På østfronten var krigslykken for alvor vendt for tyskerne. Og Hitlers stående mantra til sine generaler var derefter "vind mig tid". Og en total krig blev indført med omlægning af industrien til 100% krigsfokus og indførelse af 3 holds skift mod tidligere kun et hold a 8 timer. Det lykkedes i sådan en grad at rustningsminister Speer kunne genforsyne hele hæren 3 gange i 1944 og i jan-mar 1945 oversteg den tyske krigsindustri den samlede allierede produktion. Sent i 1944 blev især olieindustrien bombet i stykker det og manglen på erfarne soldater gjorde udfaldet. Krigen var tabt. populært sagt var det en hær der startede krigen og en anden hær der afsluttede den. Så store havde tabene været.
Samme år vandt de allierede bombefly luftherredømmet over Tyskland. Mange tyske byer endte som ruiner og aske. Den 6. juni 1944 startede den allierede invasion af Normandiet. Og i juli blev hele den tyske midterfront udryddet i den russiske sommeroffensiv med 1 mio. døde tyske soldater. Til trods for alle nederlag, enorme civile tab i alle deltagende lande og voldsomme ødelæggelser lod Hitler krigen fortsætte i to år, helt til det endelige nederlag. Det skyldes nok især Hitlers egen indstilling til verden, hvor den stærke måtte vinde eller bukke under. Der fandtes ikke overgivelse, der fandtes kun sejr eller død. Hans personlige indgreb i den tyske krigsførelse – blandt andet ved at forbyde udsatte troppeenheder at trække sig tilbage – førte til massive tab blandt de tyske soldater.
Først da de allierede stod ved Elben og midt inde i Berlin, og Hitler måtte frygte, at han kunne blive taget til fange, bestemte han sig for at begå selvmord.

## Sidste angrebsforsøg og efterfølgende ragnarok
16. december 1944 blev tyskernes sidste offensiv i Belgiens Ardennerområde indledt. Offensiven var dog et håbløst forsøg på at vende krigens gang – dets succes krævede en overlegen tysk styrke, hvilket langt fra var tilfældet. Angrebet var en tro kopi af det i 1940 med gennemgang af panser igennem tæt skov i et overraskelsesangreb. Denne gang var kampvognene dog massivt meget større og krævede langt flere forsyningskørertøjer en kombination der dels forsinkede store tropperkoncentrationer og dels forhindrede deres deltagelse i slaget og overforbrug af brændstof tilmed før fronten var nået. Katastrofen var grundlagt. Det er sandsynligt, at Hitler insisterede på denne chance offensiv, fordi han indså at tyskerne efterhånden kun håbede på fred med vestmagterne. I øst flygtede befolkningen fortvivlet for den fremrykkende russiske hær; i vest blev den hvor den var, hængte lagener og hvide duge ud af vinduerne som tegn på overgivelse og bad indtrængende de tyske officerer om ikke at forsvare deres by eller landsby, men blot overgive den for at undgå flere ødelæggelser. At lukke russerne ude og slippe vestmagterne ind, var befolkningens store håb. Hitler derimod insisterede gennem hele krigen på at lade sit folk gå i martyr-døden, og Ardenner-offensiven kan have været en måde hvorpå han forsøgte at opnå tilblivelsen af landets ragnarok i 1945.
18. marts 1945 udsendte han sin ordre om øjeblikkelig evakuering af samtlige indbyggere i de vestlige områder. Rustningsminister Albert Speer fortæller at Hitler blev gjort opmærksom på, at der ikke fandtes transportmidler til en evakuering i den størrelsesorden. "Så må de gå!" slog Hitler fast. Når tyskerne ikke frivilligt ville følge ham ind i katastrofen, skulle de udleveres til russernes hævn.
19. marts blev "Nero-ordren" udstedt, hvis ene mål var at fratage alle tyskere muligheden for at overleve. Alle offentlige anlæg og værdier skulle ødelægges. Den 27. november 1941, altså før den russiske mosoffensiv var blevet indledt, udtalte Hitler til den danske udenrigsminister Erik Scavenius og den kroatiske udenrigsminister Lorkovitsj:
"Hvis det tyske folk ikke er stærkt og offervilligt nok til at give sit blod for sin eksistens, skal det forgå og tilintetgøres af en anden, stærkere magt. Jeg skal ikke fælde en tåre for det tyske folk."
Allerede her nedkaldte Hitler altså det uomgængelige ragnarok, som hans krig havde skabt for det tyske folk.

### Hitlers endeligt i Førerbunkeren
Der er for få eller ingen kildehenvisninger i dette afsnit, hvilket er et problem. Du kan hjælpe ved at angive troværdige kilder til de påstande, som fremføres.

Hitlers helbredstilstand forværredes betragteligt i løbet af krigsårene, og mod slutningen led han højst sandsynligt af Parkinsons sygdom i et fremskredet stadium, måske også af tiltagende demens. Men ifølge øjenvidner var han stadig i besiddelse af sin næsten magiske tiltræknings- og overtalelseskraft. Den 19. marts 1945 beordrede han, med det som er blevet betegnet som "Nero-befalingen", at Wehrmacht efterhånden som den blev drevet tilbage i de tyske områder, skulle ødelægge landets infrastruktur – en taktik kendt som den brændte jords taktik. Men rustningsminister Speer modarbejdede ordren.
Ordren var i overensstemmelse med Hitlers forestilling om "sejr eller undergang". De østlige folk havde vist sig at være de stærkeste, og Hitler mente i sine sidste dage, at det tyske folk ved sit nederlag havde mistet sin eksistensberettigelse, og udstedte derfor Nero-befalingen om fuldstændig ødelæggelse af alle tyske områder.
Den 22. april 1945 blev Hitler ramt af resignation under den daglige situationsrapport i Førerbunkeren under rigskancelliet i Berlin. Det blev klart for ham, at Berlin var omringet, og at der ikke var udsigt til undsætning fra tyske forstærkninger. Han sagde, at alt nu var tabt, og at alle havde forrådt ham. Han lod dele af sin stab rejse, men trods overtalelsesforsøg fra Bormann, Keitel og Göring nægtede han selv at forlade byen. Han gav sin chefadjudant SS-Obergruppenführer Julius Schaub ordre om at brænde alle hans personlige papirer fra rigskancelliet og fra bunkeren, og derefter gøre det samme i München og i Obersalzberg.
Næste dag var de store debatemner i førerbunkeren, hvor nær russerne var kommet, og hvad der var den sikreste selvmordsmetode. Hitler (56) fordelte flere gange giftampuller med cyanid til sine nærmeste medarbejdere. Han fik dem af Himmeler, da denne besøgte ham til hans fødselsdag. Den 29. april giftede han sig med sin mangeårige livsledsagerske Eva Braun (33). Dagen efter begik de begge selvmord omkring kl. 15.30. De tog gift, og Hitler skød sig samtidig i tindingen.
Martin Bormann, Hitlers kammertjener Heinz Linge, Hitlers SS-adjudant Otto Günsche og nogle livvagter bragte ligene af Eva Braun og Adolf Hitler ud i rigskancelliets have, hvor de brændte dem. De døde blev gravet op af russerne, som identificerede dem ud fra røntgenbilleder og tandkort. Af politiske grunde holdt de sovjetiske myndigheder fundene hemmeligt.
Først efter den kolde krigs afslutning blev det kendt, at Hitler og Eva Brauns jordiske rester tilsyneladende havde været gravet ned på den sovjetiske organisation SMERSH's nye hovedkvarter ved Magdeburg, og at KGB-chef Andropov i april 1970 havde beordret ligene fjernet, før anlægget blev overdraget til den østtyske regering. De sidste rester blev smidt i Elben og forsvandt med floden videre ud i Nordsøen. SMERSH havde dog taget vare på et fragment af Hitlers hovedskal, samt kæbeben med tilhørende tænder. En amerikansk DNA-analyse af kraniefragment tydede dog på, at det stammede fra en yngre kvinde  (Eva Brauns aldersgruppe). I marts og juli 2017 lod den russiske efterretningstjeneste og de russiske statsarkiver en gruppe franske forskere foretage analyser. Typisk for en vegetarianer afslørede analysen af Hitlers dårlige tænder hvide aflejringer og ingen spor af kødfibre. Et fragment fra hovedskallen fremviste et hul i venstre side, sandsynligvis forårsaget af en kugle. Forskerne fik ikke lov til at tage prøver fra fragmentet, som var en fuldkommen match til røntgenbilleder af Hitlers kranium, taget et år før hans død. Hans tandsæt viste intet spor af krudt, hvad der tyder på, at der ikke blev affyret noget skud i munden; mere sandsynligt mod panden. Blå aflejringer på hans forlorne tænder tyder på en kemisk reaktion mellem cyaniden og metallet i proteserne.

## Modstand mod Hitler og hans regime
De fleste tyskere bakkede op om Adolf Hitler under nazisternes styre, men der fandtes også grupper i befolkningen, der modarbejdede styret på forskellig vis: Ved udbredelse af antinazistisk propaganda, pengeindsamlinger, protester mod drab på handikappede og i nogle tilfælde også sabotage og direkte attentater mod Hitler. Modstanden udgjorde dog aldrig nogen reel trussel mod det nazistiske herredømme. Den modstand, der var, kom bl.a. fra resterne af den tyske arbejderbevægelse, fra nogle borgerlige konservative kredse og fra visse kristne personligheder.

### Attentater
Alligevel var der en række attentater mod Hitler: han overlevede 42 attentater og attentatforsøg, der enten strandede under planlægningen eller i selve gennemførelsesfasen. Nogle slog fejl ved deciderede tilfældigheder.
Et attentatforsøg fandt sted i 1939, da schweizeren Maurice Bavaud forsøgte at skyde Hitler, men han kom aldrig på skudhold. Et af de mest bemærkelsesværdige fandt sted samme år, da en sprængsats i Münchens Bürgerbräukeller eksploderede få minutter efter, at Hitler havde forladt salen 18 minutter før planlagt. Den ansvarlige, snedkeren Georg Elser, blev senere dræbt i Dachau koncentrationslejr.
En bombe – kamufleret som to flasker Cointreau – som Stauffenbergs medsammensvorne Henning von Tresckow havde smuglet ind i Hitlers fly i Smolensk i 1943, havde en fejl i tændmekanismen.
Få dage efter blev et attentat i Berlin afblæst i sidste øjeblik, da attentatmanden Rudolf Christoph Freiherr von Gersdorff, som agtede at dræbe Hitler ved en selvmordsbombe i Zeughaus Berlin, ikke nåede at komme tæt nok på Hitler, før Føreren pludselig forlod Tøjhuset.
20. juli-attentatet i 1944 i Førerens hovedkvarter Wolfsschanze i Østpreussen var det der var tættest på at lykkes. Det slog imidlertid fejl, blandt andet fordi attentatmanden Claus Graf Schenk von Stauffenberg kun havde medbragt den ene af de to forberedte bomber, og fordi kufferten med bomben tilfældigvis blev flyttet længere væk fra Hitler og placeret bag et solidt bordben, som tog af for eksplosionen. De sammensvorne, som havde forberedt statskuppet, blev handlingslammet, da de hørte, at Hitler var i live, og de fleste blev arresteret og henrettet samme dag i Berlin. Feltmarskal Erwin Rommel var angiveligt blandt attentatforsøgets bagmænd; han blev kort efter afhentet ved sin bopæl og tvunget til at tage sit liv vha. en giftampul.

## Hitlers indflydelse på jødeudryddelsen og den nazistiske antisemitisme
De væsentlige drivkræfter bag Hitlers politik var hans antisemitisme og hans radikale socialdarwinisme, som allerede tidligt kan siges at have taget sigte mod en egentlig jødeudryddelse. Helt fra han første gang trådte frem i offentligheden og til sin død angreb Hitler gang på gang jøderne og andre såkaldte "racemæssigt underlegne", bl.a. folkeslag som sinti, roma, polakker og russere. Hans socialdarwinistiske synspunkter kom til udtryk ved hyppige ytringer om syge og om fysisk og psykisk tilbagestående; han omtalte dem som "leveuværdige" og mente at de ville forurene den rene ariske race. Hitler tolkede verdenshistorien som en vedvarende kamp mellem racer. For at den tyske race kunne vinde, gjaldt det om at opbygge en stærk race og ikke lade den ødelægge af svaghed. Det stærke måtte udrydde det svage for at sejre. Som han sagde det på NSDAP-kongressen i Nürnberg 1929:
"Hvis Tyskland hvert år fik én million børn og samtidig skilte sig af med 700.000 til 800.000 af de svageste af disse børn, ville resultatet måske til sidst endog blive en styrkelse".[kilde mangler]
Sådanne udsagn kan lægges til grund for nogle historikeres teser om at virkeliggørelsen af hans socialdarwinistiske og racistiske udryddelsesplaner var nogle af Hitlers politiske hovedmål.

### Forfølgelsen af jøderne under Hitler
At Hitler tolkede den russiske revolution som et jødisk projekt, var ikke ualmindeligt. Churchill og Woodrow Wilson gjorde det samme. En korrespondent i Times beskrev jøderne som ledende i bolsjevikkernes verdensrevolution. Det usædvanlige ved Hitler var hans konklusion: At Tyskland kunne vinde verdensherredømme ved at udslette Østeuropas jøder og styrte deres påståede tilflugtssted, Sovjetunionen. Dette beskrev han som selvforsvar, for kommunismens sejr udlagde han som det tyske folks tilintetgørelse. I direkte konfrontation anså han det dog som muligt at eliminere den jødiske trussel, for udslettelse af sovjetiske jøder ville efter hans mening få Sovjetunionen til at kollapse som "et korthus" Slavernes modstand ville blive "som indianernes", en tabt kamp. Som den hvide mand i Amerika ville tyskerne kunne oprette et nyt Amerika i Østeuropa. Hitler formulerede det som at "vores Mississippi skal være Volga, ikke Niger".
Allerede i Mein Kampf fra 1924 ses et ønske om at udrydde alle jøder. Efter magtovertagelsen udøvede Hitler og nationalsocialisterne antisemitisme, først som åben diskriminering mod jøder med konfiskering af deres ejendom og egne bænke i parkerne. I løbet af anden verdenskrig udartede den til den "Endlösung", der kostede henved seks millioner europæiske jøder livet. Få dage efter Hitlers store sejr i Rigsdagen forordnede han en endags boykot af alle jødiske forretninger (1. april 1933). En tidlig lovændring krævede at alle jøder i statsembeder blev opsagt, og jødiske læger måtte kun have jødiske patienter.
"Nürnberglovene" fra 1935 berøvede fuldstændig jøderne deres statsborgerlige rettigheder ud fra racekriterier. Ægteskab mellem jøder og ikke-jøder forbudt, og kønslig omgang mellem jøder og andre blev defineret som "raceskænding" og var ligeledes strafbart. Der kom egne bænke for jøder i parkerne,
Stat og politi skulle bistå ved såkaldte arianiseringer, dvs. overdragelse af jødiske virksomheder til ikke-jøder på vilkår som var særdeles gunstige for de nye ejere. Udvandringsvillige jøder blev pålagt en "rigsflugtsskat", hvorefter de måtte betale størstedelen af den ringe sum, de havde fået ud af tvangssalget af deres ejendom. "Krystalnatten" mellem 9. og 10. november 1938 vakte international forfærdelse.
Efter felttoget i Polen i 1939 gik Hitler-regimet fra at marginalisere og fordrive jøderne gradvis over til en decideret udryddelsespolitik. Det var nu ikke længere muligt for tyske jøder at udvandre, og i tyskbesatte områder blev de udsat for voldsomme forfølgelser. I Østeuropa udførte såkaldte SS-Einsatzgruppen massedrab på mindst 1 million allerede i starten af krigen. Fra 1. september 1941 blev alle jøder fra seksårsalderen tvunget til at bære en gul davidsstjerne synligt på tøjet. Der kom nu også flere diskriminerende love til: forbud mod at jøder benyttede offentlige transportmidler eller ejede en bil, radio eller husdyr. Efterhånden blev jøder i tyskbesatte områder i Østeuropa tvunget ind i ghettoer eller sendt direkte til koncentrationslejre; i Vesten var Amsterdam den eneste by, hvor tyskerne vurderede at oprette en ghetto, og planen blev frafaldet efter protester fra Amsterdams byråd og den hollandske regering. Men i det besatte Polen blev der fra 1942 oprettet rene udryddelseslejre med mord i industrielt omfang, såsom Treblinka og Sobibor.
Hitlers antisemitisme var også et politisk fejlgreb. I den grad jøderne påvirkede verdensopinionen, havde det været i Tysklands favør, f.eks når det gjaldt at holde USA fra at deltage i første verdenskrig på vestmagternes side. Jøderne havde været Tysklands bedste venner – nu tvang han dem over på fjendens side, og det tæller dobbelt. Flugten af forfattere og kunstnere kunne han nok tåle, men i løbet af 1933 flyttede verdens hovedcentrum for atomforskning sig fra universitetet i Göttingen til USA. Uden Hitlers antisemitisme var Tyskland sandsynligvis blevet verdens første atommagt.
Hitlers direkte ansvar for disse forbrydelser er efter krigen forsøgt benægtet eller betvivlet af holocaust-fornægtere ud fra, at der ikke findes noget dokument undertegnet af Hitler med forordning om jødeudryddelser. Men referatet fra Wannseekonferencen i januar 1942 er bevaret.

#### Eutanasiprogrammet
I oktober 1939 underskrev Hitler en befaling til det, der udviklede sig til Aktion T4. Der var tale om eutanasi, baseret på Francis Galtons tanker om at forbedre menneskearten ved at fjerne "uønskede" fra samfundet, under nazismen praktiseret ved eliminering af handicappede og tilbagestående personer, der med Det tredje Riges ideologiske sprogbrug blev betegnet som ikke-"leveværdige".
Kirkelige protester især fra katolsk hold (for eksempel fra biskop von Galen af Münster) førte til, at eutanasiprogrammet blev forsinket i en kortere periode, hvorefter det blev genoptaget. SS-kommandoerne, som foretog mange af disse drab, fik herved udprøvet ulige metoder til masseaflivning, som senere blev taget i brug ved det industrielle massemord af jøder.

### Hitlers egne værker

#### Selvbiografi, manifest, testamenter og private dialoger/monologer
- Hitler, A. (1925). Mein Kampf. Wikisource Version
- Hitler, A. (1935). Zweites Buch (trans.) Hitler's Second Book: The Unpublished Sequel to Mein Kampf by Adolf Hitler. (Enigma Books: New York, 2006. ISBN 978-1-929631-61-2)
- Hitler, A. (1945). My Political Testament. Wikisource Version
- Hitler, A. (1945). My Private Will and Testament. Wikisource Version
- Hitler, A., (1971). Unmasked: two confidential interviews with Hitler in 1931. Chatto & Windus. ISBN 0-7011-1642-0
- Hitler, A., (1974). Hitler's Letters and Notes. Harper & Row. ISBN 0-06-012832-1
- Hitler, A., (2000). Hitler's Table Talk. Enigma Books. ISBN 1-929631-05-7
- Hitler, A., (1975). Hitlers testamente – Hitler-Bormann dokumenterne. Stig Vendelkærs Forlag. København. (med introduktion af H.R. Trevor Roper)
- Hitler, A., (1945). Mine samtaler med Hitler. Povl Branners Forlag. København, Aalborg. (Herman Rauschnings samtaler med Hitler fra starten af 30'erne)

#### Taler
- Baynes, N. (1942). The Speeches of Adolf Hitler, April 1922-August 1939 V1. London, Oxford University Press. ISBN 0-598-75893-3
- Baynes, N. (1942). The Speeches of Adolf Hitler, April 1922-August 1939 V2. London, Oxford University Press. ISBN 0-598-75894-1
- Domarus, M. (1990). Hitler: Speeches and Proclamations 1932–1934 V1. Bolchazy-Carducci Publishers, Inc. ISBN 0-86516-227-1
- Domarus, M. (1992). Hitler: Speeches and Proclamations 1935–1938 V2. Bolchazy-Carducci Publishers, Inc. ISBN 0-86516-229-8
- Domarus, M. (1996). Hitler: Speeches and Proclamations 1939–1940 V3. Bolchazy-Carducci Publishers, Inc. ISBN 0-86516-230-1
- Domarus, M. (2004). Hitler: Speeches and Proclamations 1941–1945 V4. Bolchazy-Carducci Publishers, Inc. ISBN 0-86516-231-X
- Domarus, M., Romane, P., ed. (2007). The Essential Hitler: Speeches and Commentary. ISBN 0-86516-665-X
- Domarus, M. (2007). The Complete Hitler: A Digital Desktop Reference to His Speeches & Proclamations 1932–1945. ISBN 0-86516-658-7
- Roussy, R. (1973). My New Order. Octagon Books. ISBN 0-374-93918-7